# Marc Ouellet
Marc Armand Ouellet (La Motte, 1944. június 8. –) kanadai bíboros, a Québeci főegyházmegye korábbi érseke, a Püspöki Kongregáció nyugalmazott prefektusa.
A kanadai Québec tartomány La Motte településén született 1944. június 8-án egy nyolcgyerekes katolikus családban. 17 évesen egy hoki-sérülést követő gyógyulás során Lisieux-i Szent Terézről olvasott, ami elindította a papság felé. 1968-ban szentelték fel, majd Val-d'Or város Saint-Sauveur templomának plébánosa lett. 1970-ben Dél-Amerikába költözött, hogy egy szemináriumban tanítson.
1976-ban elvégezte a római Aquinói Szent Tamás Pápai Egyetem filozófia szakát, majd 1982-ben a Gregoriana Pápai Egyetemen doktorált dogmatikus teológiából.
2001. március 3-án címzetes püspöknek és a Keresztény Egység Előmozdításának Pápai Tanácsa titkárának nevezték ki. Ugyanebben az évben március 19-én II. János Pál pápa püspökké szentelte a Szent Péter-bazilikában. 2002. november 15-én a Québeci főegyházmegye érseke és Kanada prímása lett. A 2003. október 21-i konzisztóriumon a pápa bíborossá kreálta. II. János Pál pápa 2005-ös halála után felmerült a neve, mint lehetséges pápajelölt, de az akkori konklávé Joseph Ratzingert választotta meg. 2010. június 30-án a Püspöki Kongregáció prefektusává nevezték ki, s ekkor a québeci érseki funkcióról lemondott. Ugyanekkor kinevezést nyert a Latin-Amerikával foglalkozó Pápai Bizottság élére is. 75. életévét betöltve az előírásoknak megfelelően benyújtotta lemondását a pápának. 2023. január 30-án Ferenc pápa bejelentette, hogy elfogadta lemondását, helyére mindkét pozícióba Robert Francis Prevost O.S.A. püspököt nevezte ki.
Ezek mellett a Szentszéken aktív munkát folytat. Tagja többek között az Istentiszteleti és Szentségi Fegyelmi Kongregációnak, a Katolikus Nevelés Kongregációjának, a Papi Kongregációnak, a Kultúra Pápai Tanácsának, a Nemzetközi Eucharisztikus Kongresszusok Pápai Bizottságának és a Hittani Kongregációnak.

## Magyarul megjelent művei
- Leo Scheffczyk–Anton Ziegenaus: Mária az üdvtörténetben. Mariológia; ford. Vida Tivadar, Mezei Balázs; Szt. István Társulat, Bp., 2004 (Szent István kézikönyvek)
- Isteni hasonlóság. A család szentháromságos antropológiája felé; ford. Sallai Gábor; Szt. István Társulat, Bp., 2016

## Fordítás
- Ez a szócikk részben vagy egészben  a   Marc Ouellet című angol Wikipédia-szócikk ezen változatának fordításán alapul.  Az eredeti cikk szerkesztőit annak laptörténete sorolja fel. Ez a jelzés csupán a megfogalmazás eredetét és a szerzői jogokat jelzi, nem szolgál a cikkben szereplő információk forrásmegjelöléseként.